# Acide chloroplatinique
Pour les articles homonymes, voir ACP.
L'acide chloroplatinique (ACP) ou acide hexachloroplatinique est un composé du platine, généralement présent sous sa forme hexahydratée, H2PtCl6, 6H2O. C'est un solide rouge-orangé, très hygroscopique, ce qui rend sa manipulation assez délicate.
Il est utilisé comme catalyseur dans les réactions d'hydrosilylations.
N'étant pas soluble dans les solvants usuels (hydrocarbures aliphatiques ou aromatiques) et étant très peu efficace en phase hétérogène, il est généralement utilisé en solution dans un alcool : l'isopropanol ou le tertiobutanol, plus rarement dans du tétrahydrofurane, un éther cyclique.
Lorsqu'il est dissous dans l'alcool isopropylique, il prend le nom de catalyseur de Speier. Il s'avère efficace, selon les espèces chimiques mises en jeu, à très faible concentration (jusqu'à 5 × 10−8 mole par mole d'oléfine, dans certains cas).
Il est obtenu à partir d'eau régale sur le platine.